# Гербовник Линцених
Гербовник Линцених (Lyncenich armorial, Gymnich armorial) — гербовник, созданный около 1442 года автором из Нидерландов (Бургундии). Вероятно был сделан профессиональным иллюстратором на заказ, но нельзя исключить и его использование в качестве личного справочника. Ранее из-за неправильного прочтения его ошибочно называли Gymnich armorial.

## История
Гербовник Линцених существует в одном экземпляре, по крайней мере о копиях ничего не известно. Рукопись находится в Брюсселе, в Королевской библиотеке Бельгии. Это небольшая толстая книга из 197 листов, её размер примерно соответствует формату А5, содержит почти 3000 гербов и 10 миниатюр. Бумажные листы имеют несколько различных водяных знаков, но установить их или установить порядок бланков и вкладышей не представлялось возможным. Большинство из 80 сегментов представляют собой традиционные таблицы гербов, упорядоченные по территории или рангу, охватывающие Европу между Альпами и Балтийским морем, включая Польшу.
Две более поздние надписи дополнили легенды гербов, ещё одно дополнение, сделанное почти современным почерком — это введения к главам, многие из которых сейчас утеряны. Есть признаки потерянных и переставленных листьев. Есть около 100 подписанных гербов и почти 500 без подписи. 
В гербовнике использованы материалы, которые, вероятно, были переданы Хендриком ван Хесселем, герольдмейстером западных регионов Священной Римской империи (Austria and Ruyers king-of-arms), который служил как Филиппу Доброму Бургундскому, так и императору Фридриху.
Многие рисунки гербов из рукописи были скопированы и послужили основой для гербовника Бергшамара.